# 伊號第三十四潛艦

伊号第三四潜水舰是大日本帝国海軍旗下的一艘伊一五型潜水舰。

## 舰历
- 1940年 批准通过《第四次海軍補充計画》来建造
- 1941年(昭和16年)1月1日 在佐世保海军工厂开工建造。
  - 9月24日 下水
- 1942年(昭和17年)8月31日 竣工，船籍编入吴镇守府。以幌筵島作为根据地，执行对基斯卡岛的运输任务以及敌方舰队的攻击任务。运输任务取得成功，但舰队攻击任务并未有取得任何成果。其在这一系列的任务中多次遭到深水炸弹的攻击，うまくかいくぐっている。
- 1943年9月13日 被选为派遣往德国的第三艘潜艇，从吴港出港。
  - 10月22日 抵达新加坡进行伤员和货物的运输
  - 11月11日 抵达槟榔屿运输乘客
  - 11月13日 在槟岛附近海域遭到英国皇家海军潜艇「Taurus（金牛座）」魚雷攻撃而沉没。
- 1944年1月5日 除籍。

## 历代舰长

### 舰长
- 入江達 中佐：1943年3月 -

## 扩展阅读
- Miller, Vernon J. Analysis of Japanese Submarine Losses to Allied Submarines in World War II, Merriam Press, 36pgs,  ISBN 1-57638-161-7
- Gibson, Lt John F., RNVR.  Dark Seas Above, Gloucester:Tempus Publishing, 2000, ISBN 0-7524-2018-6  (Author was the Navigation Officer of the HMS Taurus)